# Нововочепший
Нововочепший (рос. Нововочепший; адиг. ОчэпщыякІ) — хутір Теучезького району Адигеї Росії. Входить до складу Вочепшийського сільського поселення.
Населення — 172 особи (2015 рік).